# Ala Dagh (Iran)
Ala Dagh són unes muntanyes de l'Iran al Khurasan, al nord-est del país conegudes com a Kūh-e Ālā Dāḡ o Rešta-ye Ālā Dāḡ
S'estenen del sud-oest al sud-est de Bojnurd durant uns 120 km, amb unes altures màximes entre 2600 i 2700 metres. Junt amb les muntanyes Kūh-e Bīnālūd i Pošt-e Kūh forma una continuació de la cadena de les muntanyes Elburz. La zona està principalment regada pel riu Atrek o Atrak que corre del nord-oest al sud-est. Molt properes hi ha les muntanyes Shah Djahan i Kotal-e Soḵanī (oest-nord-oest cap a est-sud-est, i oest-sud-oest cap a est-nord-est on es troba el Bīš Aḡaš (Bish Aghash) de 3.032 metres. A la zona es produeixen sovint terratrèmols. Les muntanyes no tenen riquesa mineral i s'utilitzen per pastura.